# Laurence Carr
Laurence Carr, CB, DSO, OBE (* 14. April 1886; † 15. April 1954 in Surrey, England) war ein britischer Offizier der British Army, der unter anderem von 1939 bis 1940 Assistierender Chef des Imperialen Generalstabes (Assistant Chief of the Imperial General Staff), zwischen 1940 und 1941 Kommandierender General des I. Korps (General Officer Commanding, I Corps) sowie von 1941 bis 1942 Oberkommandierender des Heereskommandos Ost (General Officer Commanding-in-Chief, Eastern Command) war.

## Leben

### Offiziersausbildung und Erster Weltkrieg
Laurence Carr begann nach dem Besuch der 1584 gegründeten Uppingham School 1904 eine Offiziersausbildung an der Royal Military Academy Woolwich und wurde nach deren Abschluss 1906 als Leutnant (Second Lieutenant) in das Linieninfanterieregiment Gordon Highlanders übernommen. In den folgenden Jahren wurde er 1909 zum Oberleutnant (Lieutenant) sowie 1914 zum Hauptmann (Captain) befördert. Während des Ersten Weltkrieges war er zwischen 1915 und 1916 Adjutant von Oberst John Raymond Evelyn Stansfeld, des Kommandeurs des 2. Bataillons der Gordon Highlanders, sowie im Anschluss 1916 zunächst Stabshauptmann (Staff Captain) in der zu den Britischen Expeditionsstreitkräften BEF (British Expeditionary Force) gehörenden 20th Infantry Brigade, die an der Westfront in Frankreich eingesetzt war.
Anschließend wurde ihm der Brevet-Rang eines Majors verliehen, woraufhin er zwischen 1916 und 1917 Brigade Major der ebenfalls in Frankreich eingesetzten 45th Infantry Brigade war. Für seine militärischen Verdienste wurde ihm 1917 der Distinguished Service Order (DSO) verliehen. Nachdem Carr 1917 der vorübergehende Dienstgrad eines Majors (Temporary Major) verliehen wurde, war er in Frankreich zwischen 1917 und 1918 nacheinander Generalstabsoffizier Zweiter Klasse GSO2 (General Staff Officer Grade 2) im Stab der 51st (Highland) Division, des V. Korps (V Corps) sowie zuletzt des XVIII. Korps (XVIII Corps).

### Zwischenkriegszeit
Nach Kriegsende wurde Carr 1918 der vorübergehende Dienstgrad eines Oberstleutnants (Temporary Lieutenant-Colonel) verliehen und er fand daraufhin zwischen 1018 und 1920 Verwendung als Generalstabsoffizier Erster Klasse GSO1 (General Staff Officer Grade 1). Für seine Verdienste wurde ihm 1919 das Offizierskreuz des Order of the British Empire (OBE) verliehen und er besuchte zugleich 1919 das Staff College Camberley. 1920 wurde er nach Britisch-Indien versetzt und war dort anfangs Brigade Major  der 6th Indian Infantry Brigade, ehe er zwischen 1920 und 1923 Generalstabsoffizier Zweiter Klasse GSO2 im Stab des Nordkommandos (Northern Command) der Britisch-Indischen Armee war. Nach seiner Beförderung zum Major 1923 war er zwischen dem 21. Februar 1923 und dem 9. September 1926 sowohl Instrukteur als auch Generalstabsoffizier Zweiter Klasse am Staff College in Quetta. Während dieser Zeit erhielt er am 31. Dezember 1924 den Brevet-Rang eines Oberstleutnants (Brevet Lieutenant-Colonel). Nach zwischenzeitlichen anderen Verwendungen war er zwischen dem 16. Januar 1928 und dem 30. Januar 1930 zunächst als Generalstabsoffizier Zweiter Klasse im Kriegsministerium (War Office) tätig. Am 27. März 1931 erfolgte seine Beförderung zum Oberst (Colonel), wobei die Beförderung auf den 31. Dezember 1928 zurückdatiert wurde. Im Anschluss fand er vom 27. März 1931 bis zum 6. April 1934 Verwendung als Generalstabsoffizier Erster Klasse GSO1 (General Staff Officer Grade 1) im Kriegsministerium.
Am 7. April 1934 wurde Laurence Carr der vorübergehende Dienstgrad eines Brigadegenerals (Temporary Brigadier) verliehen, woraufhin er vom 7. April 1934 bis zum 19. Juli 1936 Chefinstrukteur des Heeres (Chief Army Instructor) am Imperial Defence College (IDC) in London war. Nach Beendigung dieser Tätigkeit war er zwischen dem 20. Juli 1936 und dem 29. Juni 1938 Kommandeur CO (Commanding Officer) der in der Garnison Aldershot stationierten 2nd Infantry Brigade, die während des Arabischen Aufstandes zwischen 1937 und 1938 in Palästina und Transjordanien eingesetzt war. Er wurde am 30. Juni 1938 zum Generalmajor (Major-General) befördert, wobei diese Beförderung auf den 28. Dezember 1937 zurückdatiert wurde, und fungierte daraufhin vom 30. Juni 1938 bis zum 3. September 1939 als Direktor für Stabsdienstangelegenheiten (Director of Staff Duties) im Kriegsministerium. Für seine Verdienste wurde er 1939 Companion des Order of the Bath (CB).

### Zweiter Weltkrieg
Nach Beginn des Zweiten Weltkrieges übernahm Generalmajor Carr am 4. September 1939 den neu geschaffenen Posten als Assistierender Chef des Imperialen Generalstabes (Assistant Chief of the Imperial General Staff) und bekleidete diesen bis zum 15. Dezember 1940. Nachdem er am 15. Dezember 1940 zum kommissarischen Generalleutnant (Acting Lieutenant-General) ernannt worden war, wurde er am 15. Dezember 1940 Nachfolger von Generalleutnant Harold Alexander Kommandierender General des zu den Heimatstreitkräften (Home Forces) gehörenden I. Korps (General Officer Commanding, I Corps). Er hatte dieses Kommando bis zum 15. April 1941 inne und wurde daraufhin von Generalleutnant Henry Willcox abgelöst. Er selbst wiederum löste am 12. Mai 1941 Generalleutnant Sir Guy Charles Williams als Oberkommandierender des Heereskommandos Ost (General Officer Commanding-in-Chief, Eastern Command) ab und hatte dieses Amt bis zum 6. April 1942 inne, woraufhin Generalleutnant Sir Kenneth Arthur Noel Anderson ihn ablöste. In dieser Verwendung wurde er am 5. Juni 1941 zum Generalleutnant (Lieutenant-General) befördert. Zuletzt war er zwischen dem 29. April 1942 und seinem Eintritt in den Ruhestand am 6. Oktober 1944 Leitender Militärischer Berater (Senior Military Adviser) im Versorgungsministerium (Ministry of Supply).
Laurence Carr war seit 1916 mit Elizabeth Montgomery Freer verheiratet.